# Albert Krohn
Albert Krohn (* 8. Dezember 1891 in Nevern bei Neukloster; † 3. November 1967 in Bremen) war ein deutscher  Politiker (SPD, USPD, KPD) und er war Mitglied der Bremischen Bürgerschaft.

## Biografie
Krohn war der Sohn eines Landarbeiters. Er erlernte den Beruf eines Maurers. Von 1911 bis 1913 war er beim Militär und 1914/15 diente er im Ersten Weltkrieg. Er war von 1947 bis 1950 als Hafenarbeiter in Bremen tätig. Bei der KPD-Bremen war er 1952 hauptamtlich Leiter der Kaderabteilung.
Er trat 1909 in die SPD ein, wurde 1917 Mitglied der USPD und 1919 der KPD. Er nahm 1919 an den Berliner Märzkämpfen in Berlin-Lichtenberg und Berlin-Moabit teil als Endphase der Novemberrevolution von 1918/19. Er war von März bis August 1920 wegen Landfriedensbruchs und Aufruhrs in Dresden in Haft und vom Mai 1924 bis Dezember 1925 wegen Vorbereitung zum Hochverrat.
Zur Zeit der Weimarer Republik gehörte er der KPD-Nordwest (Bremen) an und war KPD-UB-Leiter in Bremerhaven. Er war ab Mai 1931 bis Anfang März 1933 Mitglied der 6. Bremer Bürgerschaft und er war bis 1933 KPD-Fraktionsvorsitzender. Er wurde Anfang März 1933 festgenommen und im November 1933 zu zwei Jahren Gefängnis verurteilt sowie erneut 1938 und 1944 zu mehrmonatiger Haft.
Nach dem Zweiten Weltkrieg war er Funktionär der KPD und 1946 Mitglied der Ernannten Bremischen Bürgerschaft.
Er war Mitglied der 1947 gegründeten Vereinigung der Verfolgten des Naziregimes – Bund der Antifaschistinnen und Antifaschisten und nach 1956 Mitarbeiter der VVN.